# Момік

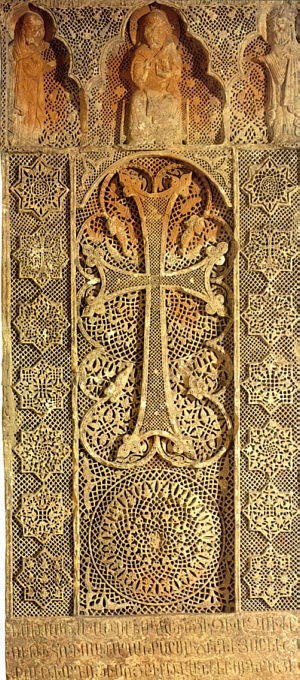
Хачкар, 1306 рік

Момік (вірм. Մոմիկ) (XIII—XIV ст.) — вірменський архітектор, майстер по каменю і художник.

## Життєпис
Його ім'я вперше згадується 1283 року.
Уродженець Вайоц-Дзора, випускник Гладзорского університету, учень чудового майстра Сіранеса, Момік довгий час працював у Кілікії. Повернувшись до Вірменії отримав почесну посаду придворного архітектора, скульптора і мініатюриста при дворі князів Орбелянів, що володіли Сюнікським краєм. Багато з творів цього витонченого зодчого, такі, як церква Богородиці в Арені (1321 р.), збереглися до наших днів. Але вершина творчості Момік — монастир Нораванк, що служив кафедрою Сюнікського митрополита.
Момік один з видатних представників Гладзорської школи вірменської мініатюри. З рукописів, написаних Моміком, збереглося лише декілька: один знайдено у сховищі ордену Мехітаризму у Відні, а троє інших знаходяться в Інституті стародавніх рукописів ім. Маштоца у Єревані, Вірменія.
Окрім скульптур, Момік відомий своїм витонченим різьбленням хачкарів, знайдених головним чином у монастирському комплексі Нораванк. Після смерті Степаноса Орбеляна в 1305 році Момик почав різьблення хачкара на честь великого історика, завершивши його у 1306 році.

## Легенда про майстра Моміка
Знаменитий майстер Момік закохався у красуню-доньку одного із сюнікських князів. І дівчина покохала Моміка. Стривожений князь викликав до себе майстра й оголосив: «Віддам тобі дочку за дружину, тільки якщо ти один, без чужої допомоги, за три роки збудуєш для мене гарний монастир». Момік прийняв умову й почав працювати. Минуло неповні три роки і Момік збудував небаченої краси монастир. Роботи залишилося зовсім небагато. Дізнавшись про це, князь підіслав свого слугу до Моміка. Виконуючи княжий наказ, той прокрався на купол нового монастиря та зіштовхнув майстра з великої висоти. І останній обтесаний Моміком камінь став його надгробком. Проте легенда найімовірніше є вигадкою. Перші відомі роботи Моміка датуються 1283 роком (мініатюри у збірці молитов), а остання (Нораванк) — 1339 роком. Відповідно стаж у Моміка був щонайменше 56 років і прожив він понад 70 років.

## Галерея

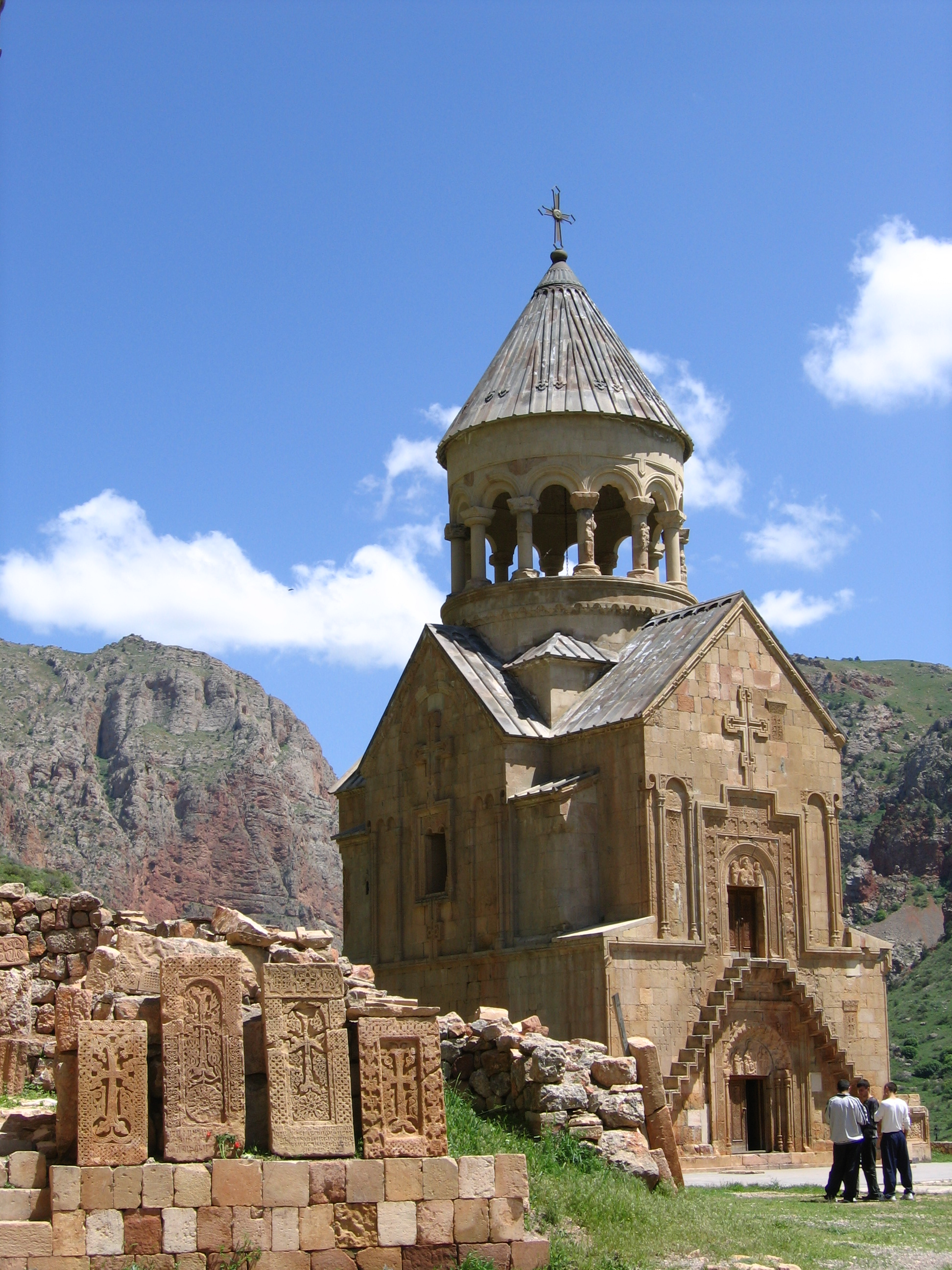
Нораванк, церква св. Богородиці, 1339 рік
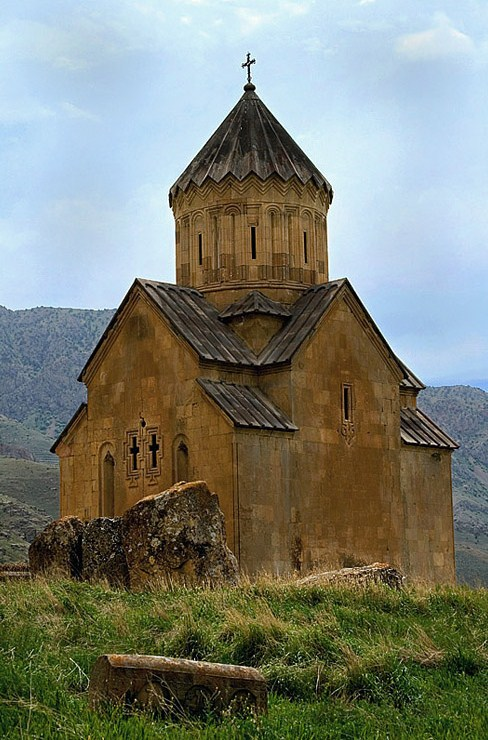
Арені, церква св. Богородиці, 1321 рік
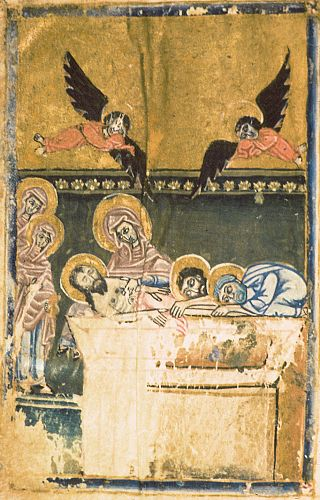
Мініатюра, 1302 рік